# Inmigración maorí en los Estados Unidos
Los estadounidenses maoríes son estadounidenses de ascendencia maorí, un grupo étnico de Nueva Zelanda. Muchos maoríes son mormones y, por lo general, emigran a áreas mormonas de los Estados Unidos. Se han asentado en las regiones mormonas de Hawái y Utah, así como en California, Arizona y Nevada. Entonces, fueron parte de la primera colonia polinesia mormona de los Estados Unidos, que fue fundada en Utah en 1889. Desde al menos 1895, muchos maoríes han emigrado a los Estados Unidos para estudiar en sus universidades y buscar oportunidades de empleo, además de hacerlo por motivos religiosos. Estos pueden ser contandos entre los estadounidenses de origen neozelandés y los inmigrantes neozelandeses en los Estados Unidos.